# Chaku
Le chaku, également nommé t'awrani, est une variété de lama principalement élevé comme animal de bât et pour la consommation de sa viande. Essentiellement élevé en Bolivie, au Pérou, au Chili et en Argentine, il est caractérisé par sa fourrure longue et fine.

## Dénomination
Cette variété de lama est généralement connue sous le nom de chaku, un nom originaire de la langue quechua où il est transcrit sous la forme de ch'aku. Dans la langue  aymara il est nommé t'awrani. Elle est aussi connue sous les noms de tajulli au Pérou et tampulli ou encore lanuda au Chili.

## Origines
Avant la colonisation espagnole, il est suggéré par des quipus que de nombreuses races de lama existaient, qui ont depuis disparu. Après la colonisation, l'on distingue jusqu'à quatre variétés de lama, les deux principales sont les q'aras et les chakus. Le mélange entre les différentes variétés empêche la création d'une uniformité de phénotype suffisante pour distinguer des races à proprement parler ; une étude sur les lamas du Pérou menée en 2020 montre ainsi une différence génétique entre les q'aras et les chakus de l'ordre de 1,02 %.

## Description
Le chaku est une variété de lama caractérisée par sa fourrure à une couche de longue taille ; le tronc produit beaucoup de laine qui se développe jusqu'entre les oreilles et à l'intérieur de celles-ci, quand les jambes en sont dépourvues. Le diamètre des fibres est fin, et varie de 20 à 24 μm. La robe du chaku est généralement grise, noire, brune ou blanche, uniforme ou non avec parfois des parties noires, mais un total de sept couleurs a été identifié en Argentine. Son corps est trapu et selon la base de données DAD-IS, le mâle a une hauteur au garrot moyenne de 1,10 m pour un poids moyen de 90 kg quand la femelle mesure 1,05 m pour 85 kg en moyenne.

## Utilisation
Depuis la colonisation espagnole et le développement de l'industrie minière, l'usage principal du chaku est celui d'animal de bât, comme toutes les autres variétés de lama. Il est aussi utilisé dans le monde agricole pour notamment transporter les récoltes. Il est en outre rasé pour sa laine, tous les 2 ans pour environ 1,3 kg de fibre. Sa viande, le plus souvent séchée au soleil, est consommée au Pérou et en Bolivie ; ce dernier pays développe  le marché à l'international.